# Krążowniki liniowe typu Invincible
Krążowniki liniowe typu Invincible − typ trzech brytyjskich okrętów, pierwszych przedstawicieli nowej klasy krążowników liniowych. Zbudowane dla Royal Navy według koncepcji admirała Johna Fishera w latach 1906–1909, były zaprojektowane do uzyskiwania jak największej prędkości maksymalnej, kosztem słabszego opancerzenia.
Wszystkie trzy okręty: „Invincible”, „Inflexible” i „Indomitable”, były użyte bojowo w działaniach morskich I wojny światowej. Pozornie potwierdziły swoją przydatność w bitwie koło Falklandów 8 grudnia 1914 roku, gdy dwa z nich: „Invincible” i „Inflexible” odegrały główną rolę w rozgromieniu Eskadry Wschodnioazjatyckiej admirała von Spee. Miały jednak wówczas za przeciwnika słabsze i wolniejsze niemieckie krążowniki pancerne. W starciu z co najmniej równorzędnymi krążownikami liniowymi Hochseeflotte podczas bitwy jutlandzkiej 31 maja 1916 roku wykazały swą słabą odporność na trafienia ciężkimi pociskami artyleryjskimi. Dobitnym tego dowodem było błyskawiczne zatonięcie „Invincible” po trafieniu w magazyn amunicyjny jednej z wież artyleryjskich i wywołanej tym eksplozji ładunków.
Pozostałe w linii dwa okręty przetrwały wojnę i po jej zakończeniu zostały odstawione do rezerwy. Pod koniec 1921 roku obydwa zostały sprzedane na złom.

## Geneza
W pierwszych latach XX wieku w Royal Navy dokonał się nie tylko olbrzymi postęp w technice okrętowej, ale również w sposobie myślenia wyższych oficerów. Na najbardziej eksponowane stanowiska we flocie i Admiralicji trafiali coraz częściej ludzie mający nie tylko doświadczenie uzyskane w wieloletniej służbie na morzu, lecz również odpowiednie wykształcenie i wiedzę. Zaowocowało to wprowadzeniem do linii nowych okrętów, większych, lepiej uzbrojonych i dostosowanych do wzrastających wymogów wojny morskiej. Jednym z takich decydentów był Pierwszy Lord Morski w latach 1904−1910, admirał John Fisher. 22 grudnia 1904 roku z jego inicjatywy powołany został komitet Admiralicji, którego zadaniem miało być przedstawienie założeń konstrukcyjnych okrętów nowych kategorii. Jego dziełem był nowatorski projekt pancernika „Dreadnought”, którego wejście do służby w 1906 roku zapoczątkowało nowy rozdział w zbrojeniach morskich. Kolejnym efektem prac komitetu, pod wyraźnym wpływem idei lorda Fishera, było powstanie koncepcji krążownika pancernego o uzbrojeniu powtarzającym układ zastosowany na „Dreadnoughcie” (all-big-guns – same wielkie działa) i dużej prędkości maksymalnej, osiągniętej kosztem znacznego zmniejszenia ochrony pancernej.
Prace projektowe, w trakcie których rozważano różne koncepcje dotyczące wielkości nowych jednostek, ich prędkości i uzbrojenia, doprowadził do powstania w połowie 1905 roku szczegółowych planów okrętu o wyporności przekraczającej 17 000 ton, uzbrojonego w osiem dział kal. 305 mm (12 cali) w czterech wieżach i rozwijającego prędkość maksymalną 25 węzłów. Żeby zapewnić rezerwę wyporności dla potężnej siłowni, niezbędnej dla osiągnięcia zakładanej prędkości, opancerzenie okrętów pozostawiono na poziomie zbliżonym do ostatniego projektu klasycznych krążowników pancernych Royal Navy: typu Minotaur.

## Budowa
Kontrakty na budowę nowych wielkich krążowników pancernych (termin battle cruiser – tłumaczony na język polski jako „krążownik liniowy” – powstał dopiero pod koniec 1911 roku i wszedł do powszechnego użycia w roku następnym) zawarto na początku 1906 roku. Stępki pod trzy okręty zostały położone w stoczniach: Armstrong Whitworth w Elswick, John Brown & Co. w Clydebank oraz Fairfield w Govan pomiędzy lutym a kwietniem 1906 roku. Jako pierwszy, 16 marca 1907 roku w Govan, zwodowany został kadłub „Indomitable”. Niedługo potem zwodowano również „Invincible” (13 kwietnia 1907 roku) i „Inflexible” (26 czerwca 1907 roku). Prace wykończeniowe również przebiegały szybko, i pierwszy z okrętów, „Indomitable”, został oficjalnie przejęty przez Royal Navy 20 czerwca 1908 roku w Portsmouth.
Charakterystyki techniczne nowo budowanych okrętów otoczone były, na wzór budowy „Dreadnoughta”, ścisłą tajemnicą. Oficjalnie miały to być wielkie krążowniki pancerne o klasycznej konstrukcji, rozwinięcie typu Minotaur. Dlatego pilnie śledząca postęp w brytyjskim budownictwie okrętowym niemiecka Kaiserliche Marine, najpoważniejszy konkurent Royal Navy w toczącym się wówczas wyścigu zbrojeń morskich, z opóźnieniem rozpoczęła budowę jednostek o zbliżonej konstrukcji. Pierwsza z nich, „Von der Tann”, weszła do służby dopiero w 1910 roku. W tym czasie marynarka brytyjska posiadała już w linii wszystkie trzy jednostki typu Invincible („Inflexible” został wcielony 20 października 1908 roku, zaś „Invincible” 20 marca 1909 roku, w związku z opóźnieniami wywołanymi montażem eksperymentalnej instalacji elektrycznego obrotu wież artyleryjskich), a w budowie była kolejna, „Indefatigable”, według nieco zmodyfikowanego projektu.
Koszty budowy poszczególnych okrętów, bez uzbrojenia, wynosiły: dla „Invincible” 1 667 415 funtów, dla „Inflexible” 1 630 739 funtów i dla „Indomitable” 1 662 337 funtów.

## Opis konstrukcji

### Charakterystyka ogólna
Krążowniki liniowe typu Invincible miały długość całkowitą 172,8 m (według części źródeł 172,9 m), długość na konstrukcyjnej linii wodnej 171,4 m, między pionami 161,5 m oraz szerokość maksymalną 24 m (bez uwzględniania grubości poszycia 23,9 m). Projektowana wyporność konstrukcyjna miała wynosić 17 250 ton angielskich (ts), faktycznie po wejściu okrętów do służby wynosiła: dla „Invincible” 17 330 ts, dla „Inflexible” 17 290 ts, zaś dla „Indomitable” 17 410 ts. Faktyczna wyporność pełna (bez zabunkrowanego paliwa płynnego) w pierwszym okresie służby zawierała się, w zależności od okrętu, w przedziale od 19 940 do 20 125 ts (według obliczeń i pomiarów z różnych, późniejszych okresów służby, wynosiła 20 700 do 20 900 ts z pełnym zapasem paliwa) przy projektowanej wartości 20 420 ts. Zanurzenie przy wyporności konstrukcyjnej osiągało wartości 7,65 m na dziobie i 8,13 m na rufie, zaś przy pełnym obciążeniu wynosiło średnio 9,1 m.
Konstrukcja okrętów opierała się na wzdłużno-poprzecznym układzie wiązań. Kadłub był podzielony przy pomocy grodzi poprzecznych na 18 przedziałów wodoszczelnych, podwójne dno obejmowało 85% długości. Pokład dziobowy ciągnął się na 2/3 długości jednostek, kończąc się przed rufową wieżą artyleryjską. Poniżej znajdował się pokład główny, w części rufowej będący pokładem zewnętrznym. Dla poprawy stabilności kadłubów na okrętach zainstalowano dwie stępki przechyłowe o powierzchni 49,2 m² każda.
Projektowana załoga krążowników miała wynosić 729 oficerów, podoficerów i marynarzy na „Invincible”, 779 na „Inflexible” i 781 na „Indomitable”. W warunkach służby wojennej wzrosła i na przykład na „Invincible” podczas bitwy jutlandzkiej liczyła 1032 osoby. Każdy z okrętów wyposażony był w radiostację Mk 11.

### Urządzenia napędowe
Napęd okrętów typu Invincible stanowiły, wzorem „Dreadnoughta”, turbiny parowe. W porównaniu z dotychczas używanymi tłokowymi maszynami parowymi miały one wiele ważnych zalet: były bardziej ekonomiczne przy dużych prędkościach, wymagały mniejszej liczby kotłów, były lżejsze i niżej położone niż maszyny tłokowe, wymagały mniejszej obsługi maszynowni i powodowały mniejsze drgania okrętu. Dużą wadą była ich nieekonomiczność w zakresie mniejszych prędkości. Dla nowych wielkich krążowników pancernych opracowano projekt siłowni, składającej się z dwóch zdwojonych zespołów turbin parowych systemu Parsonsa, umieszczonych w oddzielnych maszynowniach. Każdy zespół poruszał wały napędowe jednej burty i składał się z dwóch turbin wysokiego ciśnienia, napędzających zewnętrzny wał napędowy oraz dwóch turbin niskiego ciśnienia, napędzających wał wewnętrzny. Ponadto okręty zostały wyposażone w dwie turbiny marszowe, dla niskich prędkości, również napędzające wały wewnętrzne. Sprawiały one jednak kłopoty w eksploatacji i nie były używane.
Parę do turbin dostarczało 31 kotłów wodnorurkowych, opalanych węglem z zainstalowanym systemem wtryskiwaczy paliwa płynnego, typu Yarrow na „Invincible” i „Inflexible”, lub Babcock & Wilcox na „Indomitable”. Oba typy miały rurki o dużym przekroju i ciśnienie robocze 250 psi. Były one rozmieszczone w czterech oddzielnych kotłowniach: siedem w pierwszej i po osiem w trzech kolejnych, licząc od dziobu. Spaliny z kotłowni odprowadzane były przez trzy kominy. Pierwszy obsługiwał całość kotłowni numer 1 i część kotłów z kotłowni numer 2, drugi pozostałe kotły z kotłowni numer 2 i całą kotłownię numer 3, zaś trzeci kotłownię numer 4.
Łączna moc siłowni wynosiła 41 000 shp, co miało zapewnić projektowaną prędkość 25 węzłów. W rzeczywistości wszystkie trzy okręty na próbach morskich uzyskały wyższą moc maksymalną na wałach i większe prędkości. „Invincible” podczas prób na mili pomiarowej Polperro 7 listopada 1908 roku osiągnął 26,64 węzła przy mocy maksymalnej 46 500 shp, „Inflexible” na mili pomiarowej Skelmorlie 26,48 węzła przy 46 947 shp, zaś „Indomitable” 26,11 węzła przy 47 791 shp.
Projektowany zapas paliwa do kotłów wynosił 1000 ton węgla, maksymalny w zależności od jednostki od 3000 do 3084 ton węgla i od 710 do 738 ton mazutu. Pozwalało to przepłynąć maksymalnie do 6110 mil morskich przy prędkości ekonomicznej 15 węzłów.
Każdy z czterech wałów napędowych zakończony był jedną trójłopatową śrubą o średnicy 3,35 m (11 stóp) dla „Invincible” lub 3,20 m (10 stóp 6 cali) dla dwóch pozostałych jednostek. Okręty typu Invincible posiadały dwa stery, umocowane równolegle na rufie bezpośrednio za śrubami wewnętrznych wałów napędowych.

### Uzbrojenie

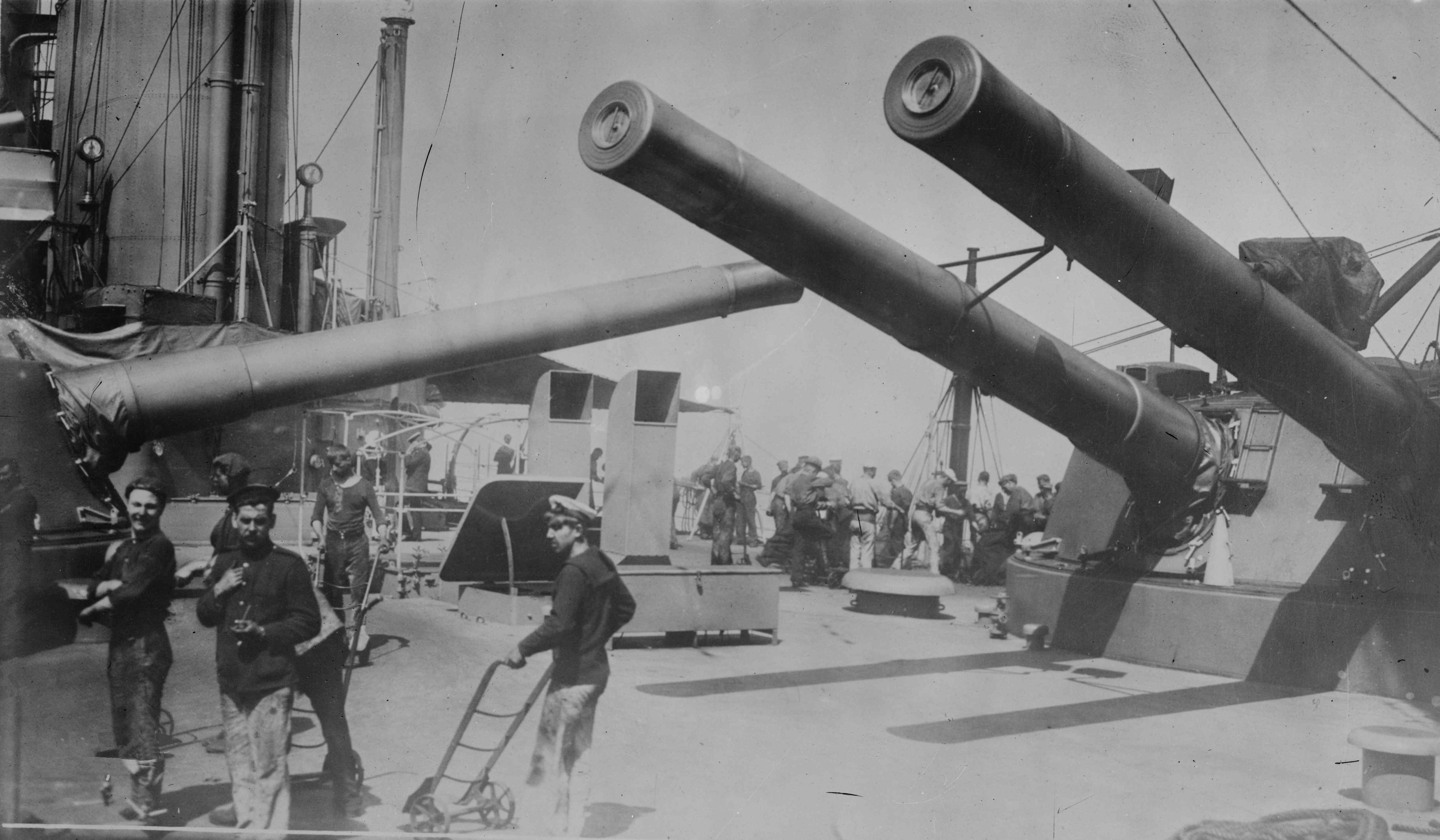
Wieże dział kal. 305 mm na śródokręciu „Indomitable”

Głównym uzbrojeniem krążowników typu Invincible było osiem armat BL Mk X kalibru 305 mm (12 cali), o długości lufy 45 kalibrów, umieszczonych w czterech wieżach artyleryjskich. Były one rozmieszczone po jednej na dziobie (wieża „A”) i rufie („X”), w osi symetrii okrętów oraz dwie diagonalnie na burtach na śródokręciu (wieże „P” na prawej i „Q” na lewej burcie). Kąt ostrzału wież dziobowej i rufowej wynosił 300° zaś wież śródokręcia 210°, w tym 30° na przeciwległą burtę. W teorii taki układ zapewniał pokrycie całej przestrzeni wokół okrętu salwą sześciu dział, ale praktyka wykazała, że w sektorach dziobowym i rufowym możliwy był skuteczny ogień jedynie z czterech luf. Ponadto, z uwagi na silny podmuch podczas oddawania strzału, powodujący uszkodzenia wyposażenia pokładowego, niemożliwe było w praktyce prowadzenie ognia przez którąkolwiek z wież śródokręcia na przeciwległą burtę.
Na „Inflexible” i „Indomitable” zainstalowano wieże artyleryjskie Mk BVIII, o klasycznym, hydraulicznym napędzie obrotu i podniesienia, identyczne jak montowane na „Dreadnoughcie” oraz pancernikach typów Lord Nelson i Bellerophon. Ich producentami były odpowiednio koncerny Armstronga i Vickersa. „Invincible” otrzymał eksperymentalne wieże artyleryjskie o elektrycznym napędzie obrotu i podniesienia. Były to: dziobowa i rufowa Mk BIX produkcji Vickersa oraz dwie Mk BX produkcji Armstronga na śródokręciu. Kontrakt zawarty z producentami przewidywał wymianę wież na napędzane hydraulicznie na koszt koncernów w przypadku niepowodzenia eksperymentu, co ostatecznie nastąpiło na przełomie 1913 i 1914 roku.
Maksymalny kąt podniesienia luf wynosił po wejściu do służby 13,5°, co dawało donośność maksymalną 16 450 m przy pocisku o masie 390 kg i prędkości wylotowej 831 m/s. Po zwiększeniu kąta podniesienia do 16° i dostarczeniu pocisków nowego typu, o poprawionej aerodynamice, zasięg wzrósł do 18 686 m. Działa miały szybkostrzelność 1,5 strzału na minutę. Zapas ładunków do dział wynosił w czasie pokoju 80 jednostek ognia na lufę, podczas wojny wzrósł do 110 jednostek.
Do zwalczania lżejszych jednostek planowano początkowo zainstalować identyczne jak na „Dreadnoughcie” działa 12-funtowe (kal. 76 mm), ostatecznie jednak zdecydowano się na nowe armaty QF Mk III kalibru 102 mm (4 cale). Według projektu każdy z krążowników miał po szesnaście takich dział, montowanych na podstawach PI* po cztery na nadbudówkach dziobowej i rufowej oraz po dwa na dachach wież artyleryjskich. Wystrzeliwały one pociski o masie 11 kg na odległość do 8800 m przy prędkości wylotowej 700−720 m/s. Ich szybkostrzelność dochodziła do 10 strzałów na minutę. W toku służby były one na dwóch ocalałych po bitwie jutlandzkiej jednostkach wymieniane na nowsze modele dział a ich liczba była stopniowo redukowana na korzyść wprowadzanego na pokłady uzbrojenia przeciwlotniczego.
Krążowniki typu Invincible były uzbrojone w pięć podwodnych wyrzutni torpedowych kalibru 450 mm (18 cali), jedną na rufie, cztery prostopadle do osi podłużnej okrętów, po dwie na burcie, w części dziobowej. Zapas torped liczył 23 sztuki. Ponadto okręty przewoziły sześć torped kalibru 356 mm (14 cali), przeznaczonych do użycia z pokładów dwóch parowych kutrów, znajdujących się na wyposażeniu każdej jednostki i przewidzianych do działania na płytkich wodach w służbie kolonialnej. Uzbrojenie uzupełniało pięć (według innych źródeł siedem) przenośnych karabinów maszynowych Maxim kal. 7,7 mm.
W chwili wejścia do służby krążowniki liniowe typu Invincible nie posiadały centralnego systemu kierowania ogniem artyleryjskim.

### Opancerzenie
Wobec założeń przyjętych podczas projektowania okrętów typu Invincible oraz konieczności poczynienia znacznych oszczędności tonażowych dla zrównoważenia wagi rozbudowanej siłowni, ochrona pancerna nowych jednostek pozostała niemal na poziomie starszych krążowników pancernych typu Minotaur. Główny pas pancerny na burcie miał grubość 152 mm i rozciągał się pomiędzy dziobową i rufową wieżą artyleryjską. Tworzył on pancerną cytadelę, chroniącą najważniejsze mechanizmy okrętów, zamkniętą z przodu i z tyłu grodziami pancernymi o grubości odpowiednio 178 i 152 mm. Pancerz na dziobie, poza obszarem cytadeli, miał grubość 102 mm. Czoła wież artyleryjskich i ich barbety poza obszarem chronionym głównym pasem pancernym miały grubość 178 mm, dachy wież 76 mm a boki 64 mm. Ochronę poziomą stanowiły dwa pokłady pancerne: górny o grubości 19−25 mm i dolny, gruby na 38−64 mm.
Krążowniki nie posiadały ciągłej wzdłużnej grodzi przeciwtorpedowej, chroniącej zanurzoną część kadłuba poniżej pasa pancernego. Zabezpieczeniem przed skutkami wybuchów podwodnych były pancerne osłony komór amunicyjnych o grubości 64 mm. Przestrzeń pomiędzy osłonami a burtami była wypełniona węglem. Całość opancerzenia wykonana była ze stali cementowanej Kruppa.

### Modyfikacje
Pierwszą zmianą w wyglądzie ogólnym krążowników było podwyższenie pierwszego komina, dokonane na „Indomitable” w 1910, a na „Inflexible” w 1911 roku. Przed rozpoczęciem I wojny światowej na wszystkich okrętach zmodyfikowano pomieszczenia centrali artyleryjskich na przednich masztach oraz zdemontowano sieci i wytyki przeciwtorpedowe. W związku ze sprawiającym ciągłe kłopoty elektrycznym systemem napędu wież na „Invincible”, podczas remontu przeprowadzonego w 1914 roku zmieniono go na hydrauliczny.
Kolejne zmiany dotyczyły uzbrojenia i systemu kierowania ogniem. W 1914 i 1915 roku działa kal. 102 mm z dachów wież dziobowej i rufowej przeniesiono na odpowiednie nadbudówki, a wszystkie sześć dział nadbudówki dziobowej zainstalowano w kazamatach. Na okrętach zainstalowano nowe dalocelowniki Vickersa, zaś w 1915 roku całość systemu kierowania ogniem: dalmierze Barr & Stroud o bazie 2,7 m (9 stóp) i przeliczniki artyleryjskie Dumaresq, a w latach 1915−1916 w centralach artyleryjskich krążowników zamontowano nowoczesne kalkulatory artyleryjskie Dreyer Mk I. W 1918 roku na dwu pozostałych w służbie okrętach dodano dalmierze dla artylerii przeciwlotniczej.
Podczas wojny na wszystkich okrętach instalowano działa przeciwlotnicze. Dane o ich liczbie i usytuowaniu są jednak niepełne. Najprawdopodobniej na „Invincible” już pod koniec 1914 roku ustawiono jedno działo 3-funtowe Hotchkiss, w kwietniu 1915 roku uzupełnione przez działo przeciwlotnicze Mk I kal. 76 mm. Z taką konfiguracją uzbrojenia przeciwlotniczego krążownik wziął udział w tragicznej dla okrętu i jego załogi bitwie jutlandzkiej. Na „Inflexible” dwa działa kal. 102 mm na dachach skrajnych wież artyleryjskich zostały w październiku 1914 roku przystosowane do prowadzenia ognia przeciwlotniczego przez oficera artyleryjskiego okrętu, komandora Vernera i użyte do strzelania stromotorowego podczas ostrzeliwania tureckich umocnień w Dardanelach. Podczas modernizacji na przełomie 1915 i 1916 roku zostały one zastąpione przez trzy działa kal. 76 mm, uzupełnione w 1917 roku dwoma kolejnymi. W 1917 roku „Inflexible” i „Indomitable” otrzymały po jednym nowym dziale BL Mk VII kal. 102 mm na podstawach przystosowanych do prowadzenia ognia przeciwlotniczego. Ten ostatni miał wcześniej tylko pojedyncze działo kal. 76 mm.
Również podczas modernizacji w 1917 roku wymieniono pozostałe działa artylerii średniej na dwanaście nowszych, Mk IX na „Inflexible” i Mk VII na „Indomitable”. Miały one większą szybkostrzelność i, pomimo użycia cięższych pocisków, większą donośność niż stare działa Mk III.
Po utracie w bitwie jutlandzkiej trzech krążowników liniowych, w tym „Invincible”, wzmocniono ochronę pokładu dwóch pozostałych, dodając dodatkowe opancerzenie o masie do 100 ton nad komorami amunicyjnymi. Na przełomie 1917 i 1918 roku okręty otrzymały platformy startowe na wieżach artyleryjskich na śródokręciu i po jednym samolocie Sopwith Camel i Sopwith 1½ Strutter.

## Przebieg służby

### HMS „Invincible”

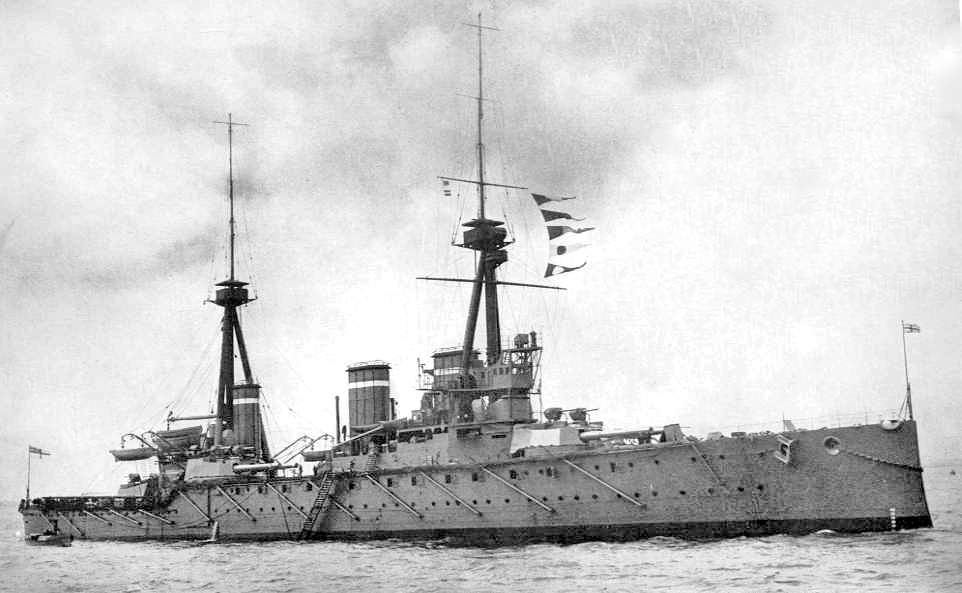
„Invincible” w 1907 roku

Stępkę pod okręt położono w stoczni koncernu Armstrong Whitworth w Elswick 2 kwietnia 1906 roku. Wodowanie odbyło się nieco ponad rok później, 13 kwietnia 1907 roku. Montaż instalacji elektrycznego obrotu wież opóźnił ostateczne wejście okrętu do służby w Royal Navy, co nastąpiło 20 marca 1909 roku. „Invincible” został wcielony do 1. Eskadry Krążowników (1st Cruiser Squadron) w składzie Home Fleet. W sierpniu 1913 roku został przeniesiony na Morze Śródziemne i wszedł w skład 2. Eskadry Krążowników Liniowych (2nd Battlecruiser Squadron) Floty Śródziemnomorskiej, bazującej na Malcie. Elektryczny napęd wież artyleryjskich od początku sprawiał dużo problemów w eksploatacji i, po dwóch nieskutecznych próbach jego poprawy na przełomie 1909 i 1910 roku oraz w 1911 roku, został ostatecznie zdemontowany i zastąpiony napędem hydraulicznym podczas remontu w 1914 roku w Portsmouth.
Po opuszczeniu stoczni w sierpniu 1914 roku „Invincible” pozostał na wodach brytyjskich, jako okręt flagowy dowódcy 2. Eskadry Krążowników Liniowych Grand Fleet, kontradmirała Archibalda Moore’a. W tej roli wziął udział w pierwszym większym starciu na morzu w I wojnie światowej: bitwie koło Helgolandu 28 sierpnia 1914 roku. Płynąc jako najwolniejszy z brytyjskich krążowników liniowych na końcu ich szyku, ostrzelał uszkodzony wcześniej i unieruchomiony krążownik lekki „Cöln”. Z wystrzelonych 18 pocisków kalibru 305 mm, na dystansie około 4600 m, nie trafił ani jeden, a niemiecki okręt został w końcu zatopiony przez artylerzystów „Liona”.
Po zniszczeniu brytyjskiej Eskadry Indii Zachodnich przez Niemiecką Eskadrę Wschodnioazjatycką w bitwie pod Coronelem 1 listopada 1914 roku, „Invincible” i „Inflexible” zostały wysłane na południowy Atlantyk, w celu zniszczenia zespołu admirała von Spee. Dowodził nimi, z pokładu „Invincible”, wiceadmirał Doveton Sturdee. 8 grudnia 1914 roku doszło do bitwy koło Falklandów, w której brytyjska eskadra zniszczyła krążowniki pancerne „Scharnhorst” i „Gneisenau”. „Invincible” został trafiony 22 razy pociskami różnych kalibrów, nie ponosząc strat w załodze. Odniesione uszkodzenia były naprawiane podczas pobytu w Gibraltarze w styczniu i lutym 1915 roku.
Po powrocie do Scapa Flow okręt wraz z „Inflexible” i „Indomitable” utworzył 3. Eskadrę Krążowników Liniowych w składzie Floty Krążowników Liniowych (Battle Cruiser Fleet) wiceadmirała Davida Beatty’ego i od maja 1915 roku pełnił w niej funkcję jednostki flagowej kontradmirała Horace’a Hooda. Wziął udział w bitwie jutlandzkiej 31 maja 1916 roku. Po wejściu do akcji artylerzyści okrętu trafieniem w siłownię krążownika lekkiego „Wiesbaden” spowodowali jego unieruchomienie. W dalszej fazie starcia doszło do pojedynku z niemiecką 1. Grupą Rozpoznawczą admirała Franza Hippera. „Invincible” i „Inflexible” obrały za cel „Lützow”, uzyskując łącznie osiem trafień, z których dwa, wystrzelone najprawdopodobniej z okrętu flagowego, doprowadziły w konsekwencji do zatonięcia niemieckiego krążownika. Jednak również „Invincible” został trafiony salwami z „Lützowa” i „Derfflingera”. Jeden z pocisków tego ostatniego trafił w dach lewej wieży artyleryjskiej na śródokręciu („Q”), powodując najprawdopodobniej pożar, a następnie eksplozję ładunków miotających w komorach amunicyjnych. Doprowadziła ona do natychmiastowego przełamania się okrętu i zatonięcia najpierw części dziobowej, a po południu 1 czerwca również rufowej. Odesłany na miejsce katastrofy niszczyciel „Badger” uratował jedynie sześciu marynarzy z liczącej w dniu bitwy 1032 osoby załogi okrętu.

### HMS „Inflexible”

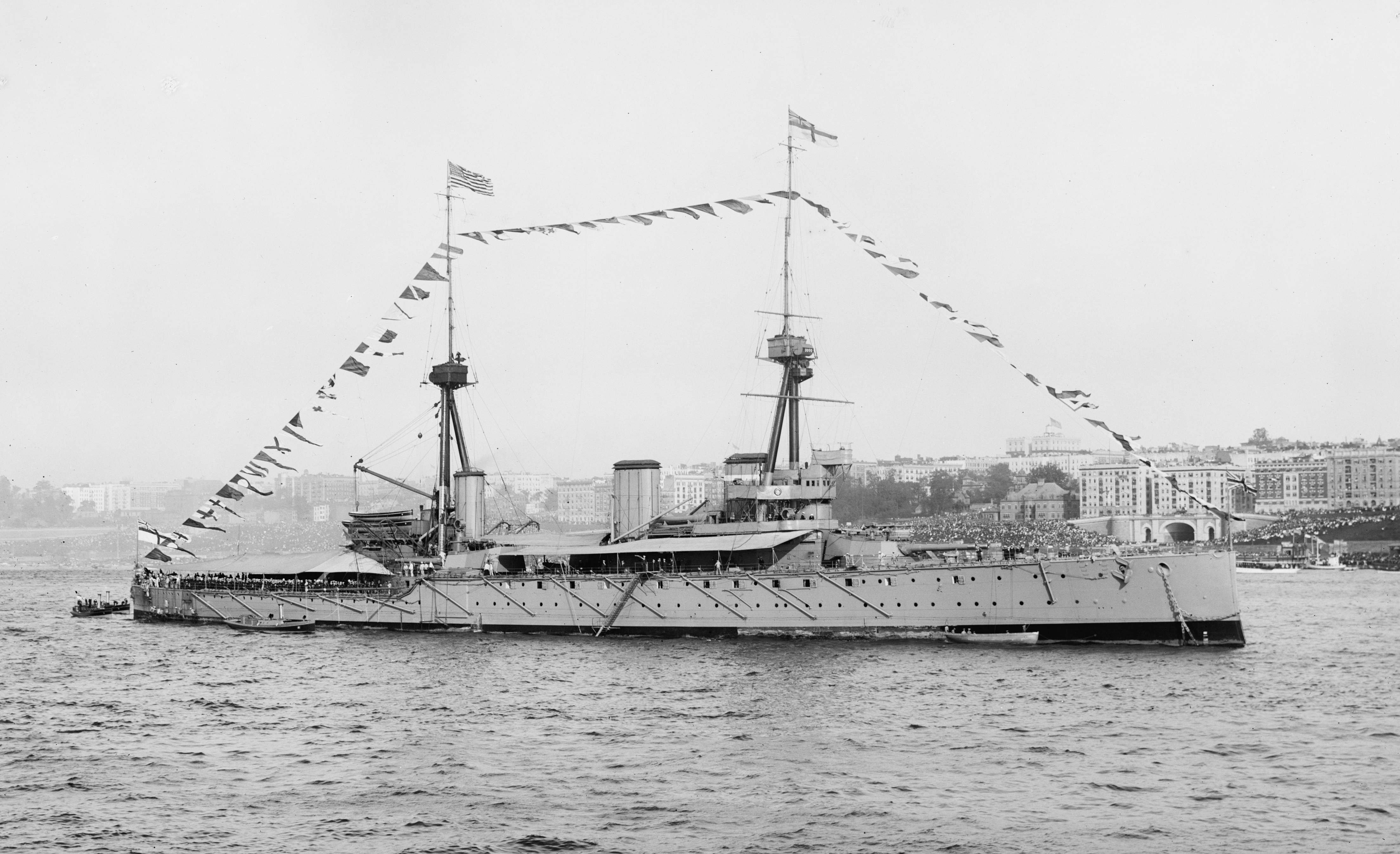
„Inflexible”, prawdopodobnie w 1909 roku

Budowę okrętu rozpoczęto w stoczni John Brown & Co. w Clydebank 5 lutego 1906 roku, wodowanie nastąpiło 26 czerwca 1907 roku. 20 października 1908 roku krążownik został przejęty przez Royal Navy i wcielony do Nore Division w składzie Home Fleet. W marcu 1909 roku przeniesiono go do tworzonej 1. Eskadry Krążowników. We wrześniu tego roku „Inflexible” odbył kurtuazyjną wizytę w Nowym Jorku. W listopadzie 1912 roku krążownik został okrętem flagowym dowódcy Floty Śródziemnomorskiej, admirała Archibalda Berkeley Milne'a. W tej roli wziął udział w pościgu za niemieckimi krążownikami „Goeben” i „Breslau” w sierpniu 1914 roku. Bezskuteczne poszukiwania zespołu kontradmirała Wilhelma Souchona, który niemal nie atakowany dotarł do Konstantynopola, wywołało oburzenie brytyjskiej opinii publicznej i w konsekwencji zdymisjonowanie admirała Milne'a.
18 sierpnia 1914 roku „Inflexible” opuścił Maltę, kierując się do Wielkiej Brytanii. 4 listopada wypłynął wraz z „Invincible” na południowy Atlantyk w poszukiwaniu eskadry admirała von Spee. W bitwie koło Falklandów 8 grudnia 1914 roku współuczestniczył w zniszczeniu niemieckiego zespołu, otrzymując trzy trafienia i tracąc jednego z członków załogi. W styczniu 1915 roku, po krótkim remoncie w Gibraltarze, został wysłany w rejon Dardaneli, gdzie zastąpił w składzie operującej tam floty „Indefatigable”. W lutym i marcu brał udział w bombardowaniach tureckich fortów, blokujących wejście do cieśniny. Podczas kolejnej próby ataku 18 marca 1915 roku, „Inflexible” został sześciokrotnie trafiony pociskami tureckimi, odnosząc znaczne uszkodzenia, zaś po południu wszedł na minę, której wybuch spowodował zatopienie pomieszczenia wyrzutni torpedowych na dziobie i śmierć 27 członków załogi. Wlewająca się do kadłuba woda zagrażała zatonięciem okrętu, który został w końcu osadzony na mieliźnie u brzegów wyspy Tenedos. Po prowizorycznym zabezpieczeniu uszkodzeń „Inflexible” przepłynął na Maltę, a później do Gibraltaru, gdzie przeprowadzono niezbędne naprawy. 19 czerwca 1915 roku dołączył do 3. Eskadry Krążowników Liniowych Grand Fleet.
W bitwie jutlandzkiej „Inflexible” wystrzelił 88 pocisków kalibru 305 mm, trafiając i poważnie uszkadzając krążownik „Pillau”, następnie wraz z „Invincible” angażując się w wymianę ognia z „Lützowem”, a w kolejnej fazie bitwy ostrzeliwując niemieckie niszczyciele i krążownik liniowy „Moltke”. Brytyjski okręt nie odniósł podczas walki żadnych uszkodzeń. Po bitwie, w ramach reorganizacji Floty Krążowników Liniowych, został przeniesiony w skład 2. Eskadry Krążowników Liniowych, lecz do końca wojny nie brał już udziału w akcjach bojowych. Stąd najpoważniejszymi wydarzeniami w historii okrętu po czerwcu 1916 roku były: nieskuteczny atak torpedowy przeprowadzony przez U-65 19 sierpnia 1916 roku, kolizja z okrętem podwodnym K22 podczas niesławnej „bitwy” koło wyspy May w nocy z 31 stycznia na 1 lutego 1918 roku oraz obecność w składzie floty przyjmującej płynące na internowanie okręty Hochseeflotte 21 listopada 1918 roku.
W styczniu 1919 roku „Inflexible” został odstawiony do rezerwy, zaś w następnym roku oficjalnie przeznaczony do kasacji. 1 grudnia 1921 roku został sprzedany stoczni złomowej i ostatecznie złomowany w Niemczech w 1922 roku.

### HMS „Indomitable”

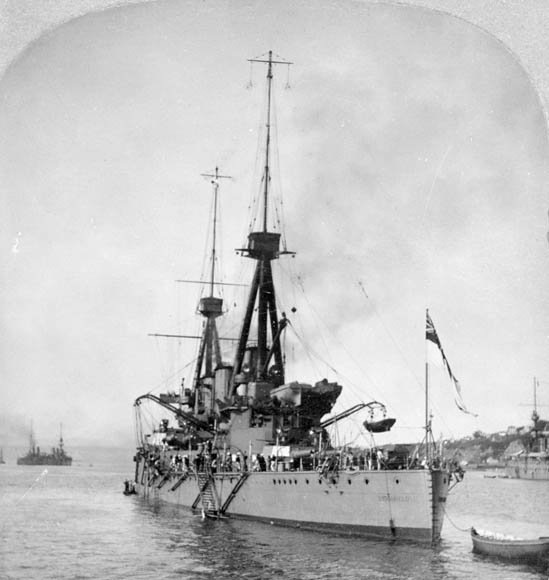
„Indomitable” podczas wizyty w Kanadzie w 1908 roku

Stępkę pod przyszły „Indomitable” położono w stoczni Fairfield w Govan 1 marca 1906 roku, kadłub wodowano 16 marca 1907 roku, zaś przejęcie przez Royal Navy nastąpiło 20 czerwca 1908 roku w Portsmouth. W swym pierwszym rejsie krążownik, z Księciem Walii na pokładzie, popłynął z oficjalną wizytą do Kanady, na obchody trzechsetlecia Quebecu. Po powrocie dołączył do Nore Division, a od marca 1909 roku wszedł w skład 1. Eskadry Krążowników Home Fleet, od 26 lipca tegoż roku pełniąc funkcję okrętu flagowego jej dowódcy, kontradmirała Stanleya Colville'a, 24 lutego 1911 roku zastąpionego na stanowisku przez kontradmirała Lewisa Bayly’ego. W lutym 1912 roku „Indomitable” został przeniesiony do 2. Eskadry Krążowników, jako okręt flagowy kontradmirała George’a Warrendera, a pod koniec sierpnia 1913 roku przebazowany na Morze Śródziemne.
W pierwszych dniach po wybuchu I wojny światowej „Indomitable”, wraz z pozostałymi okrętami Floty Śródziemnomorskiej, wziął udział w nieudanym pościgu za „Goeben” i „Breslau”. 3 listopada 1914 roku, razem z „Indefatigable”, przeprowadził pierwsze bombardowanie fortów tureckich blokujących wejście do Dardaneli. W grudniu został przebazowany na wody brytyjskie, dołączając do Grand Fleet. 24 stycznia 1915 roku wziął udział w bitwie na Dogger Bank, w składzie 2. Eskadry Krążowników Liniowych kontradmirała Moore’a. Jako najwolniejszy i najsłabiej uzbrojony z brytyjskich okrętów, płynął na końcu szyku i wziął udział jedynie w zatopieniu unieruchomionego już krążownika pancernego „Blücher”. Artylerzyści „Indomitable” wystrzelili w bitwie 134 pociski kalibru 305 mm, oraz dwa szrapnele z działa przeciwlotniczego w kierunku sterowca L5.
W lutym 1915 roku „Indomitable” wszedł w skład 3. Eskadry Krążowników Liniowych, grupującej wszystkie trzy jednostki typu Invincible. W tym samym miesiącu na okręcie wybuchł pożar, spowodowany wadliwym działaniem instalacji elektrycznej. Spowodowane tym zdarzeniem uszkodzenia były naprawiane do pierwszej dekady marca. Podczas bitwy jutlandzkiej 31 maja i 1 czerwca 1916 roku krążownik wystrzelił 175 pocisków z artylerii głównego kalibru, uzyskując trzy trafienia na „Derfflingerze”, jedno na „Seydlitzu” i jedno na przeddrednocie „Pommern”, samemu nie ponosząc szkód od artylerii przeciwnika. W następnych miesiącach po bitwie, podobnie jak „Inflexible”, dołączył do 2. Eskadry Krążowników Liniowych, ale również nie uczestniczył już w akcjach bojowych. Po zakończeniu wojny został wycofany z linii i w lutym 1919 roku trafił w skład Floty Rezerwowej w Nore. 31 marca 1920 roku został ostatecznie skreślony z listy floty i 1 grudnia 1921 roku sprzedany do stoczni złomowej. Złomowano go w 1923 roku.